# 21651 Mission Valley
21651 Mission Valley (1999 OF1) là một tiểu hành tinh vành đai chính được phát hiện ngày 19 tháng 7 năm 1999 bởi G. Bell ở Farpoint Observatory.